# Zdeněk Šajer
Zdeněk Šajer (12. srpna 1926 - 2007) byl fotbalista, záložník a fotbalový trenér.

## Fotbalová kariéra
Ligu hrál za SK Slezská Ostrava, Svit Gottwaldov, Vítkovické železárny a Baník Ostrava. V lize odehrál 135 utkání a dal 2 góly. Za juniorskou reprezentaci nastoupil v roce 1950 v 1 utkání. Finalista Českého poháru 1946.

## Ligová bilance
| Ročník                                    | Zápasy | Góly | Klub                 |
| ----------------------------------------- | ------ | ---- | -------------------- |
| Státní liga 1945/46                       | 17     | 0    | SK Slezská Ostrava   |
| Státní liga 1946/47                       | -      | 0    | SK Slezská Ostrava   |
| Státní liga 1947/48                       | 19     | 0    | SK Slezská Ostrava   |
| Mistrovství československé republiky 1951 | -      | 2    | Svit Gottwaldov      |
| Mistrovství československé republiky 1952 | -      | 0    | Vítkovické železárny |
| Přebor československé republiky 1954      | 18     | 0    | Baník Ostrava        |
| Přebor československé republiky 1955      | 15     | 0    | Baník Ostrava        |
| 1. československá fotbalová liga 1956     | 7      | 0    | Baník Ostrava        |
| CELKEM                                    | 135    | 2    |                      |

## Trenérská kariéra
V roce 1965 trénoval Baník Ostrava.